# Mike McNamara
Pour les articles homonymes, voir McNamara.
Mike McNamara, né le 28 mars 1949 à Pierrefonds au Canada, est un joueur professionnel et entraîneur canadien de hockey sur glace. Il possède également la nationalité américaine.

## Carrière comme joueur
- 1972-1973 : Reds de Rhode Island (EHL) et Nordiques de Québec (WHA)
- 1973-1974 : Nordiques du Maine (NAHL)
- 1983-1987 : HC Lugano (LNA)

## Carrière comme entraineur
- 1981-1982 : HC Villars (LNB)
- 1983-1987 : HC Lugano (LNA) (assistant)
- 1987-1988 : EHC Dübendorf (1re ligue)
- 1988-1990 : Fribourg-Gottéron (LNA)
- 1991-1992 : EV Zoug (LNA) (assistant)
- 1992-1993 : HC Viège (1re ligue)
- 1993-1994 : HC Ajoie (LNB)
- 2006-2007 : HC Lugano (Junior Elite A)
- 2007-2008 : HC Coire (LNB)
- 2009-2010 : HC Lugano (Junior Elite A)
- 2010-2011 : HC Lugano (Junior Elite A et LNA)
- 2011-2012 : HC Lugano (Junior Elite A et LNA) (assistant)
- 2012-2013 : HC Lugano (Junior Elite A et LNA) (assistant) et Lausanne HC (LNB) (assistant)
- 2013-2014 : Lausanne HC (Junior Elite A, Novice Elite et LNA) (assistant)
- 2014-2015 : HC Bienne (Novice Elite)
- 2015-2016 : HC Bienne (Novice Elite) et Suisse -17
- 2016-2017 : HC Bienne (Novice Elite et LNA)
- 2017 : HC Bienne (LNA)
- 2018 : HC Bienne (Novice Elite)